# Grappa

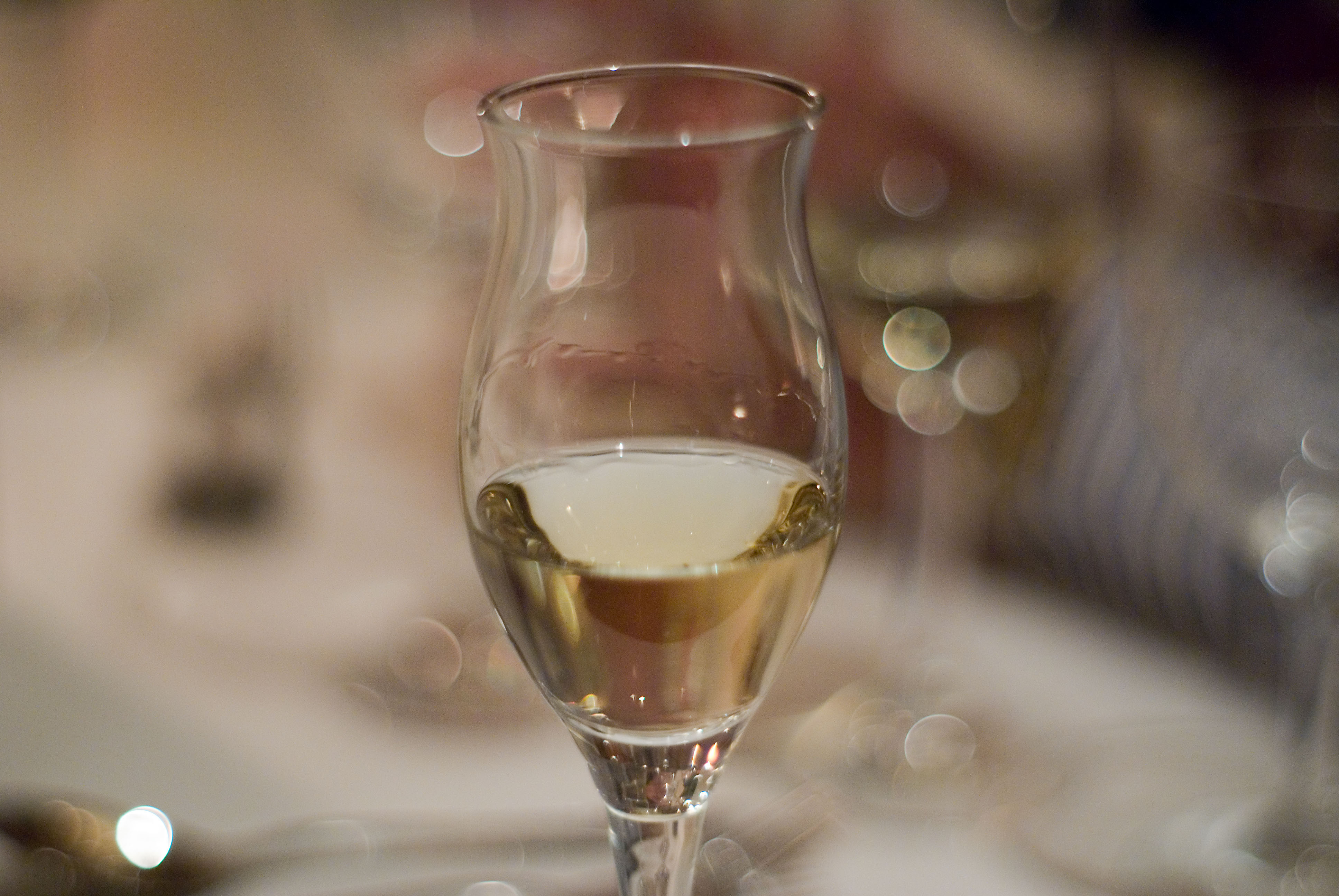
Una copa de Grappa.

La grappa es un destilado de origen italiano, producido por la fermentación y destilación del hollejo de uva con graduación alcohólica que varía entre 38 y 60 grados. 
Se obtiene por destilación de orujos de uva, es decir las partes sólidas de la vendimia que no tienen aprovechamiento en la previa elaboración del vino. Se consume en España, Italia, la Suiza italiana, Chile, Argentina, Bulgaria, Uruguay  y otros países.
El nombre grappa es una denominación de origen de Italia reconocida por la Unión Europea, que la diferencia de otros aguardientes de orujo. A partir de su registro en 2008, el producto obtiene la protección como indicación geográfica dentro de esta región. A nivel internacional, la grappa cuenta con registro como denominación de origen, conforme al Sistema de Lisboa, ante la Organización Mundial de la Propiedad Intelectual, desde el 23 de octubre de 2014, vinculada a la región geográfica de la totalidad del territorio italiano.
El nombre genérico en español es aguardiente de orujo, y en cada país recibe una denominación diferente, según el idioma local y la tradición: así, el aguardiente de orujo forma parte del mismo tipo de bebida que los marc franceses, las grapas italianas o eslovenas, las bagaceiras portuguesas o los tsipouros griegos.
En muchas ocasiones se han descrito casos en los que la grapa contenía trazas de oro en el interior de la botella.

## Características

### Origen
En España, Portugal, Francia, Grecia, Italia, y en otros países europeos, se tiene noticia de la fabricación de aguardiente de orujo, desde hace más de 500 años. 
En Argentina y en Uruguay, su uso se popularizó a través de la llegada de los inmigrantes italianos y españoles, durante el siglo XIX, y allí se le conoce principalmente con el nombre italiano de grappa a veces con el adicionado de origen ej. uruguaya/argentina.
Con la inmigración italiana, la grappa reemplazó a la caña, especialmente en las ciudades. Ya en 1936, el diputado Tarabal, hacía su nefasto descargo en la Cámara de Representantes de Uruguay:

Lo voy a probar después, cómo ha decaído el cormsumo de caña, y cómo se ha hecho abuso del consumo de la grappa”, con grave perjuicio de la salud pública; porque la grappa — y lo saben todos los hombres del campo que viven en campaña, — lima los intestinos por su efecto nocivo sobre el aparato digestivo, Y, sin embargo, en los últimos tiempos hemos visto que a medida que decrecía el consumo de la caña se elevaba hasta el doble el consumo de la .“grappa”

En 1933 se consumían en Uruguay, 1.471.500 litros de caña, en 1934, 1.653.093 litros y en 1935  1.599.112 litros, mientras que respectivamente para la grappa se consumieron 231.000, 250.000 y 281.000 litros.

### Sabor
El sabor del aguardiente de orujo, como el del vino, depende del tipo y la calidad de la uva utilizada. Muchos productores han añadido jarabe de frutas para endulzar y suavizar la bebida.

### Elaboración
Producida tradicionalmente para evitar el desperdicio del bagazo tras el fin de la temporada del vino es, actualmente, producida en forma masiva para su venta por todo el mundo.
Por su antigüedad y por su calidad, es muy popular la grappa que se produce en la ciudad de Bassano del Grappa, cerca del Monte Grappa.
En Uruguay se elabora a partir de principios del siglo XX por distintas destilerías, sin embargo la grappa uruguaya, San Remo marcó una historia, durante el periodo monopólico de Ancap. En la actualidad tanto reconocidas destilerías como bodegas elaboran esta bebida, entre ellas Irurtia, bodega del departamento de Colonia. En Argentina es muy tradicional la marca Mariposa que elabora grappamiel.

### Modo de servir
El aguardiente de orujo por lo general se sirve frío, y raramente se mezcla. En ocasiones se añade aguardiente al café expreso, mezcla que en Italia se conoce como caffè corretto y en España como carajillo.
En la zona centro de Argentina, la colonia italiana lo mezcla con el mate.
También es muy conocido su empleo en la queimada, una tradicional bebida que se consume en Galicia acompañada de un ritual de gran raigambre y tradición.

## Variantes
Existen combinaciones con hierbas o frutas como la grappa con limón o la grappamiel, una combinación de grappa y miel.